# Pablo Cuevas
Pablo Cuevas (Concordia, 1 januari 1986) is een professionele Uruguayaanse tennisspeler. Cuevas behaalde zijn overwinningen tot nu toe alleen in het dubbelspel; in 2008 won hij met de Peruviaan Luis Horna het dubbelspeltoernooi van Roland Garros. Zijn hoogste positie op de ATP Rankings is de 14e plek, die hij in april 2009 behaalde.

## Palmares
| Legenda                       | Legenda               |
| ----------------------------- | --------------------- |
| Grand Slam                    |                       |
| Olympische Spelen             |                       |
| tot 2009                      | vanaf 2009            |
| Tennis Masters Cup            | ATP Finals            |
| ATP Masters Series            | ATP Tour Masters 1000 |
| ATP International Series Gold | ATP Tour 500          |
| ATP International Series      | ATP Tour 250          |

### Enkelspel
| Nr.                  | Datum             | Toernooi           | Ondergrond | Tegenstander         | Score         |         |
| -------------------- | ----------------- | ------------------ | ---------- | -------------------- | ------------- | ------- |
| gewonnen finales     |                   |                    |            |                      |               |         |
| 1.                   | 13 juli 2014      | ATP Båstad         | Gravel     | João Sousa           | 6-2, 6-1      | Details |
| 2.                   | 27 juli 2014      | ATP Umag           | Gravel     | Tommy Robredo        | 6-3, 6-4      | Details |
| 3.                   | 15 februari 2015  | ATP São Paulo (1)  | Gravel (i) | Luca Vanni           | 6-4, 3-6, 7-6 | Details |
| 4.                   | 21 februari 2016  | ATP Rio de Janeiro | Gravel     | Guido Pella          | 6-4, 6-7, 6-4 | Details |
| 5.                   | 28 februari 2016  | ATP São Paulo (2)  | Gravel (i) | Pablo Carreño Busta  | 7-6, 6-3      | Details |
| 6.                   | 28 februari 2017  | ATP São Paulo (3)  | Gravel (i) | Albert Ramos Viñolas | 6-7, 6-4, 6-4 | Details |
| verloren finales     |                   |                    |            |                      |               |         |
| 1.                   | 3 mei 2015        | ATP Istanboel      | Gravel     | Roger Federer        | 3-6, 6-7      | Details |
| 2.                   | 25 juni 2016      | ATP Nottingham     | Gras       | Steve Johnson        | 6-7, 5-7      | Details |
| 3.                   | 17 juli 2016      | ATP Hamburg        | Gravel     | Martin Klizan        | 1-6, 4-6      | Details |
| 4.                   | 5 mei 2019        | ATP Estoril        | Gravel     | Stéfanos Tsitsipás   | 3-6, 6-7(4)   | Details |
| gewonnen challengers |                   |                    |            |                      |               |         |
| 1.                   | 13 mei 2007       | Tunica Resorts     | Gravel     | Juan Pablo Brzezicki | 6-4, 4-6, 6-3 |         |
| 2.                   | 15 juli 2007      | Scheveningen       | Gravel     | Dominik Meffert      | 6-3, 6-4      |         |
| 3.                   | 25 november 2007  | Lima               | Gravel     | Marcos Daniel        | 0-6, 6-4, 6-3 |         |
| 4.                   | 5 april 2009      | Napels             | Gravel     | Victor Crivoi        | 6-1, 6-3      |         |
| 5.                   | 11 oktober 2009   | Montevideo (1)     | Gravel     | Nicolás Lapentti     | 7-5, 6-1      |         |
| 6.                   | 19 september 2010 | Szczecin           | Gravel     | Igor Andrejev        | 7-5, 6-1      |         |
| 7.                   | 27 oktober 2013   | Buenos Aires       | Gravel     | Facundo Arguello     | 7-6, 2-6, 6-4 |         |
| 8.                   | 30 maart 2014     | Baranquilla        | Gravel     | Martin Kližan        | 6-3, 6-1      |         |
| 8.                   | 8 juni 2014       | Mestre             | Gravel     | Marco Cecchinato     | 6-4, 4-6, 6-2 |         |
| 9.                   | 15 november 2014  | Guayaquil          | Gravel     | Paolo Lorenzi        | Walk-over     |         |
| 10.                  | 23 november 2014  | Montevideo (2)     | Gravel     | Hugo Dellien         | 6-2, 6-4      |         |
| 11.                  | 12 november 2017  | Montevideo (3)     | Gravel     | Gastao Elias         | 6-4, 6-3      |         |

### Dubbelspel
| Nr.                                   | Datum             | Toernooi            | Ondergrond    | Partner             | Tegenstanders in finale                   | Score             |         |
| ------------------------------------- | ----------------- | ------------------- | ------------- | ------------------- | ----------------------------------------- | ----------------- | ------- |
| gewonnen finales mannendubbelspel     |                   |                     |               |                     |                                           |                   |         |
| 1.                                    | 7 juni 2008       | Roland Garros       | Gravel        | Luis Horna          | Daniel Nestor Nenad Zimonjić              | 6-2, 6-3          | details |
| 2.                                    | 7 februari 2009   | ATP Viña del Mar    | Gravel        | Brian Dabul         | František Čermák Michal Mertiňák          | 6-3, 6-3          | details |
| 3.                                    | 22 oktober 2009   | ATP Moskou          | Hardcourt     | Marcel Granollers   | František Čermák Michal Mertiňák          | 4-6, 7-5, [10-8]  | details |
| 4.                                    | 14 februari 2010  | ATP Costa do Sauipe | Gravel        | Marcel Granollers   | Łukasz Kubot Oliver Marach                | 7-5, 6–4          | details |
| 5.                                    | 17 mei 2015       | ATP Rome            | Gravel        | David Marrero       | Marcel Granollers Marc López              | 6-4, 7-5          | details |
| 6.                                    | 25 februari 2017  | ATP Rio de Janeiro  | Gravel        | Pablo Carreño Busta | Juan Sebastián Cabal Robert Farah Maksoud | 6-4, 5-7, [10-8]  | details |
| 7.                                    | 23 april 2017     | ATP Monte Carlo     | Gravel        | Rohan Bopanna       | Feliciano López Marc López                | 6-3, 3-6, [10-4]  | details |
| 8.                                    | 5 augustus 2017   | ATP Kitzbühel       | Gravel        | Guillermo Durán     | Hans Podlipnik Castillo Andrei Vasilevski | 6-4, 4-6, [12-10] | details |
| 9.                                    | 29 oktober 2017   | ATP Wenen           | Hardcourt (i) | Rohan Bopanna       | Marcelo Demoliner Sam Querrey             | 7-6, 6-7, [11-9]  | details |
| verloren finales mannendubbelspel     |                   |                     |               |                     |                                           |                   |         |
| 1.                                    | 20 april 2008     | ATP Houston         | Gravel        | Marcel Granollers   | Ernests Gulbis Rainer Schüttler           | 5-7, 6-7          | details |
| 2.                                    | 9 mei 2010        | ATP Estoril         | Gravel        | Marcel Granollers   | Marc López David Marrero                  | 7-6, 4-6, [1-10]  | details |
| 3.                                    | 29 september 2013 | ATP Kuala Lumpur    | Hardcourt (i) | Horacio Zeballos    | Eric Butorac Raven Klaasen                | 2-6, 4-6          | details |
| 4.                                    | 16 februari 2014  | ATP Buenos Aires    | Gravel        | Horacio Zeballos    | Marcel Granollers Marc López              | 5-7, 4-6          | details |
| 5.                                    | 4 mei 2014        | ATP Oeiras          | Gravel        | David Marrero       | Santiago González Scott Lipsky            | 3-6, 6-3, [8-10]  | details |
| 6.                                    | 28 juni 2015      | ATP Nottingham      | Gras          | David Marrero       | Chris Guccione André Sá                   | 2-6, 5-7          | details |
| 7.                                    | 24 april 2016     | ATP Barcelona       | Gras          | Marcel Granollers   | Mike Bryan Bob Bryan                      | 5-7, 5-7          | details |
| 8.                                    | 30 juli 2017      | ATP Hamburg         | Gravel        | Marc López          | Ivan Dodig Mate Pavić                     | 3-6, 4-6          | details |
| gewonnen challengers mannendubbelspel |                   |                     |               |                     |                                           |                   |         |
| 1.                                    | 9 september 2006  | Montauban           | Gravel        | Adrian Garcia       | Marc Gicquel Édouard Roger-Vasselin       | 6-3, 4-6, [10-8]  |         |
| 2.                                    | 26 november 2006  | Napels              | Gravel        | Horacio Zeballos    | Goran Dragicevic Mirko Pehar              | 7-6, 6-3          |         |
| 3.                                    | 7 januari 2007    | Sao Paulo           | Hardcourt     | Adrian Garcia       | Marcelo Melo Alexandre Simoni             | 6-4, 6-2          |         |
| 4.                                    | 29 april 2007     | Florianopolis       | Hardcourt     | Horacio Zeballos    | Andre Miele João Souza                    | 6-4, 6-4          |         |
| 5.                                    | 8 juli 2007       | Turijn              | Gravel        | Horacio Zeballos    | Pablo Andújar Flavio Saretta              | 6-3, 6-1          |         |
| 6.                                    | 12 augustus 2007  | San Marino          | Gravel        | Juan-Pablo Guzman   | Tomasz Bednarek James Cerretani           | 6-1, 6-0          |         |
| 7.                                    | 7 oktober 2007    | Medellin            | Gravel        | Horacio Zeballos    | Santiago González Bruno Soares            | 6-4, 6-4          |         |
| 8.                                    | 4 november 2007   | Montevideo          | Gravel        | Luis Horna          | Marcel Granollers Santiago Ventura        | Walk-over         |         |
| 10.                                   | 5 april 2009      | Napoli              | Gravel        | David Marrero       | Frank Moser Lukáš Rosol                   | 6-4, 6-3          |         |
| 11.                                   | 17 mei 2009       | Bordeaux            | Gravel        | Horacio Zeballos    | Xavier Pujo Stéphane Robert               | 4-6, 6-4, [10-4]  |         |
| 12.                                   | 3 november 2013   | Montevideo          | Gravel        | Martin Cuevas       | Rogério Dutra Silva Andre Ghem            | Walk-over         |         |
| 13.                                   | 30 maart 2014     | Barranquilla        | Gravel        | Pere Riba           | František Čermák Michail Jelgin           | 6-4, 6-3          |         |
| 14.                                   | 8 juni 2014       | Mestre              | Gravel        | Horacio Zeballos    | Daniele Bracciali Potito Starace          | 6-4, 6-1          |         |
| 15.                                   | 23 november 2014  | Montevideo          | Gravel        | Martin Cuevas       | Nicolás Jarry Gonzalez Lama               | 6-2, 6-4          |         |

## Resultaten grote toernooien
| Legenda | Legenda                          |
| ------- | -------------------------------- |
| g.t.    | geen toernooi gehouden           |
| l.c.    | lagere categorie                 |
| –       | niet deelgenomen                 |
| G       | uitgeschakeld in de groepsfase   |
| 1R      | uitgeschakeld in de eerste ronde |
| 2R      | uitgeschakeld in de tweede ronde |
| 3R      | uitgeschakeld in de derde ronde  |
| 4R      | uitgeschakeld in de vierde ronde |
| KF      | uitgeschakeld in de kwartfinale  |
| HF      | uitgeschakeld in de halve finale |
| F       | de finale verloren               |
| W       | het toernooi gewonnen            |
| w-v     | winst/verlies-balans             |

### Enkelspel
| grandslamtoernooien  |      |      |      |      |      |     |      |      |      |    |      |      |      |      |    |
| Australian Open      | –    | –    | –    | 1R   | 1R   | –   | –    | –    | 1R   | 2R | 1R   | 2R   | 2R   | 1R   | 2R |
| Roland Garros        | –    | 1R   | –    | 1R   | 1R   | –   | 2R   | 2R   | 3R   | 3R | 3R   | 2R   | 3R   | 2R   | 2R |
| Wimbledon            | –    | –    | 2R   | –    | –    | –   | –    | 1R   | 1R   | 1R | –    | 1R   | 2R   | g.t. | 1R |
| US Open              | 1R   | 1R   | 2R   | 2R   | –    | –   | 1R   | 1R   | 2R   | 2R | 1R   | –    | 2R   | 1R   |    |
| ATP Masters 1000     |      |      |      |      |      |     |      |      |      |    |      |      |      |      |    |
| Indian Wells         | –    | –    | –    | 2R   | 2R   | –   | –    | –    | 3R   | 2R | KF   | 4R   | –    | g.t. |    |
| Miami                | –    | 2R   | –    | 1R   | 3R   | –   | –    | –    | 1R   | 3R | 2R   | –    | 1R   | g.t. | –  |
| Monte Carlo          | –    | –    | –    | –    | –    | –   | –    | –    | –    | 2R | KF   | 1R   | –    | g.t. | –  |
| Madrid               | l.c. | l.c. | –    | 1R   | –    | –   | –    | –    | 1R   | 3R | HF   | 3R   | –    | g.t. | –  |
| Rome                 | –    | 1R   | –    | 1R   | 1R   | –   | –    | –    | 2R   | 1R | 2R   | 1R   | –    | –    | –  |
| Montreal/Toronto     | –    | –    | –    | –    | –    | –   | –    | –    | 1R   | –  | –    | –    | –    | g.t. |    |
| Cincinnati           | –    | –    | –    | –    | –    | –   | –    | –    | 1R   | 2R | –    | –    | –    | –    |    |
| Shanghai             | l.c. | l.c. | –    | –    | –    | –   | –    | 1R   | 1R   | 1R | 1R   | –    | 1R   | g.t. |    |
| Parijs               | –    | 1R   | –    | –    | –    | –   | –    | 2R   | 1R   | 3R | 3R   | –    | 1R   | –    |    |
| olympisch            |      |      |      |      |      |     |      |      |      |    |      |      |      |      |    |
| Olympische Spelen    | g.t. | –    | g.t. | g.t. | g.t. | –   | g.t. | g.t. | g.t. | 2R | g.t. | g.t. | g.t. | g.t. |    |
| statistieken         |      |      |      |      |      |     |      |      |      |    |      |      |      |      |    |
| totaal aantal titels | 0    | 0    | 0    | 0    | 0    | 0   | 0    | 2    | 1    | 2  | 1    | 0    | 0    | 0    | 0  |
| eindejaarsranking    | 113  | 14   | 50   | 63   | 142  | 925 | 220  | 30   | 40   | 22 | 32   | 88   | 45   | 67   |    |

### Dubbelspel
| grandslamtoernooien  |      |      |      |      |      |   |      |      |      |    |      |      |      |      |    |
| Australian Open      | –    | –    | –    | –    | 1R   | – | –    | –    | KF   | HF | 2R   | 1R   | 2R   | 2R   | 1R |
| Roland Garros        | 3R   | W    | 3R   | –    | 1R   | – | HF   | 2R   | 2R   | KF | 3R   | 2R   | 2R   | 3R   | 1R |
| Wimbledon            | –    | –    | 1R   | –    | –    | – | –    | 3R   | 1R   | 3R | –    | 2R   | 1R   | g.t. | –  |
| US Open              | 2R   | 2R   | 3R   | 2R   | –    | – | 3R   | 1R   | 1R   | 1R | 2R   | –    | 1R   | –    |    |
| ATP Masters 1000     |      |      |      |      |      |   |      |      |      |    |      |      |      |      |    |
| Indian Wells         | –    | –    | –    | 2R   | –    | – | –    | –    | 1R   | 1R | 1R   | HF   | –    | g.t. |    |
| Miami                | –    | –    | –    | –    | 1R   | – | –    | –    | 1R   | 2R | 1R   | –    | –    | g.t. | –  |
| Monte Carlo          | –    | –    | 1R   | –    | –    | – | –    | –    | –    | 1R | W    | KF   | –    | g.t. | –  |
| Madrid               | l.c. | l.c. | –    | –    | –    | – | –    | –    | 2R   | 2R | 1R   | 2R   | –    | g.t. | –  |
| Rome                 | –    | –    | –    | HF   | –    | – | –    | –    | W    | KF | KF   | HF   | 1R   | –    | –  |
| Montreal/Toronto     | –    | –    | –    | –    | –    | – | –    | –    | 1R   | –  | –    | –    | –    | g.t. |    |
| Cincinnati           | –    | –    | –    | –    | –    | – | –    | –    | 1R   | 2R | –    | –    | –    | –    |    |
| Shanghai             | l.c. | l.c. | –    | –    | –    | – | –    | 2R   | 1R   | KF | 1R   | –    | 1R   | g.t. |    |
| Parijs               | –    | 1R   | –    | –    | –    | – | –    | KF   | 2R   | 1R | 1R   | –    | 2R   | –    |    |
| olympisch            |      |      |      |      |      |   |      |      |      |    |      |      |      |      |    |
| Olympische Spelen    | g.t. | –    | g.t. | g.t. | g.t. | – | g.t. | g.t. | g.t. | –  | g.t. | g.t. | g.t. | g.t. |    |
| statistieken         |      |      |      |      |      |   |      |      |      |    |      |      |      |      |    |
| totaal aantal titels | 0    | 1    | 2    | 1    | 0    | 0 | 0    | 0    | 1    | 0  | 2    | 0    | 0    | 0    | 0  |
| eindejaarsranking    | 60   | 21   | 40   | 62   | 209  | — | 63   | 54   | 34   | 34 | 21   | 44   | 124  | 114  |    |